# Jerry Jeff Walker

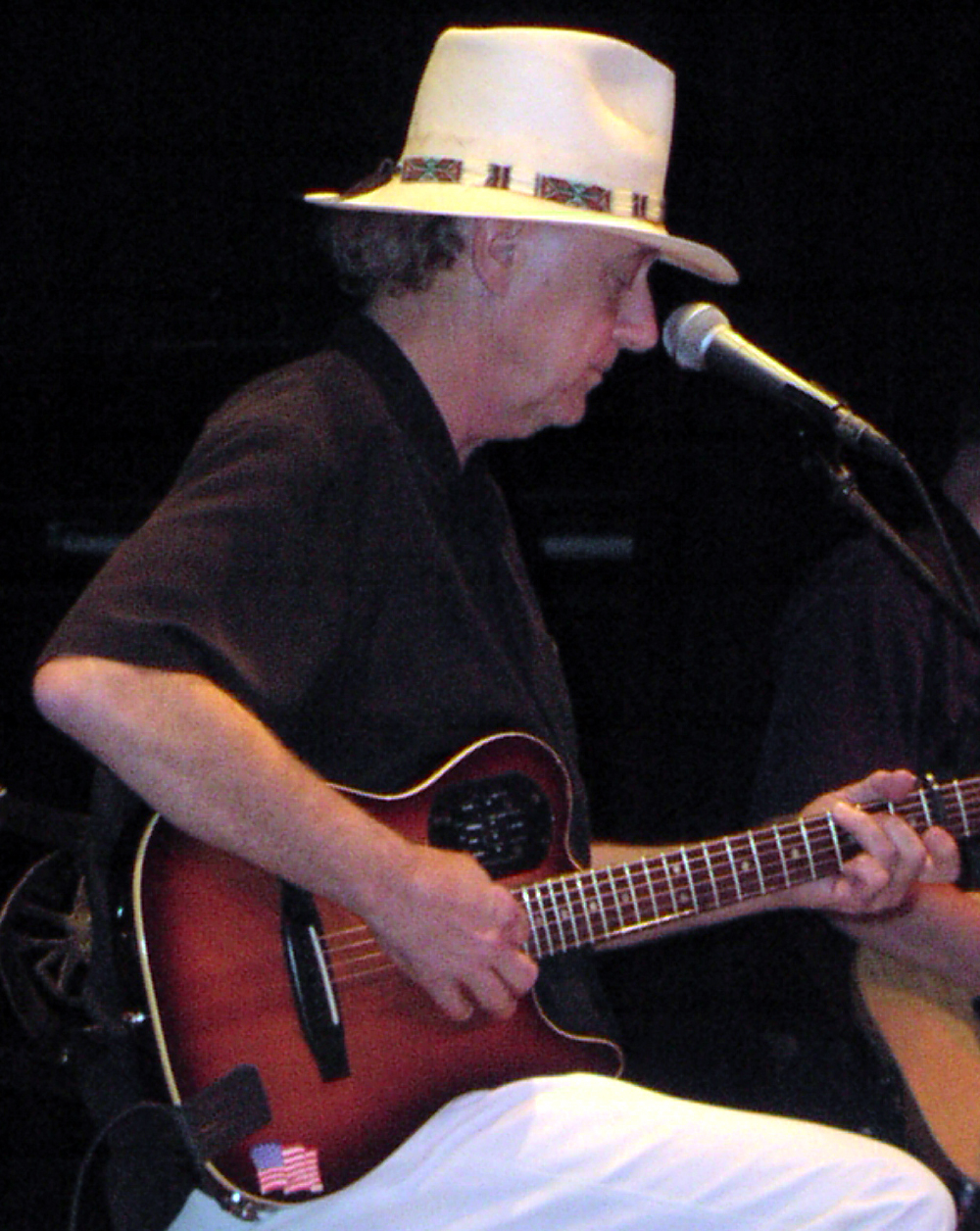
Jerry Jeff Walker (2002)

Jerry Jeff Walker (* 16. März 1942 in Oneonta, New York als Ronald Clyde Crosby; † 23. Oktober 2020 in Austin, Texas) war ein US-amerikanischer Country-Sänger und Songwriter. Sein bekanntester Song ist Mr. Bojangles.

## Leben
Ronald Clyde Crosby alias Jerry Jeff Walker wuchs im Staat New York auf. Seine Großeltern spielten bei Squaredance-Veranstaltungen, was Walker als Jungen inspirierte. Als Jugendlicher spielte er in einer örtlichen Band namens „The Tones“. Diese Gruppe reiste sogar nach Philadelphia, um in der Fernsehshow American Bandstand vorzuspielen, die jungen Musiker wurden aber abgewiesen. Immerhin bekamen sie eine Empfehlung für ein Vorspielen in New York, wo die Band schließlich von Baton Records unter Vertrag genommen wurde. Allerdings wurden einige der Mitglieder vom Produzenten durch Studiomusiker ersetzt – unter anderem auch Ronald Crosby.
Nach der Highschool meldete sich Crosby bei der Nationalgarde, aber er haute einfach ab und zog als Straßenmusiker durchs Land. Über New Orleans, Texas und Florida landete er schließlich wieder in New York. Meistens spielte er Ukulele, bis er 1963 zur Gitarre fand. 1966 erfand er für sich einen Bühnennamen: „Jerry Jeff Walker“. Unter dem neuen Namen trat er Mitte der 1960er Jahre in den Folk-Clubs von Greenwich Village auf. Mit Bob Bruno gründete er die Band Circus Maximus (nicht zu verwechseln mit der norwegischen Band Circus Maximus), die zwei LPs veröffentlichte und mit Wind sogar einen kleinen Hit landen konnte. Aber Bruno interessierte sich jetzt mehr für Jazz – was nicht zur immer stärkeren Folk- und Country-Ausrichtung seines Partners passte. Also begann Walker eine Solokarriere und nahm 1968 u. a. mit Unterstützung von David Bromberg das bahnbrechende Album Mr. Bojangles auf. Der Titelsong kam in den amerikanischen Charts auf Platz 77, wurde aber zu einem der großen Klassiker der Pop-, Jazz-, Folk- und Countrymusik, der in unzähligen Versionen aufgenommen wurde. Sammy Davis jr., Frank Sinatra, Harry Belafonte, Bob Dylan, John Denver, Harry Nilsson, Neil Diamond, Tom T. Hall, Robbie Williams, Nina Simone, die Nitty Gritty Dirt Band – sie alle sangen den Song. Sogar deutsche Versionen gibt es, so von Katja Ebstein und Wolfgang Niedecken.
In den 1970ern zog Walker nach Austin, Texas, wo er mit der Outlaw-Szene in Berührung kam und es mit Künstlern wie Willie Nelson, Guy Clark, Waylon Jennings und Townes Van Zandt zu tun bekam. In der nächsten Zeit veröffentlichte Walker einige Platten für MCA und Electra, bevor er schließlich mit seiner Frau Susan 1986 sein eigenes Independent-Label gründete, Tried & True Music. Seine Frau wurde auch zu seiner Managerin mit dem Unternehmen Goodknight Music. Das Ergebnis war eine Reihe von Veröffentlichungen, die immer persönlicher und autobiographischer wurden, ohne jeglichen Druck großer Plattenfirmen. Auch seine Autobiographie Gypsy Songman erschien dort.
Walker konnte in dieser Unabhängigkeit seinen eigenen Stil entwickeln, den er Cowjazz nennt. 2004 veröffentlichte Jerry Jeff Walker seine erste DVD mit alten Songs, die er in sehr intimer Atmosphäre in Austin aufgenommen hatte.
Jerry Jeff Walker nahm nicht nur eigenes Material auf, sondern interpretierte u. a. Werke von Rodney Crowell, Todd Snider, Guy Clark, Townes Van Zandt, Keith Sykes, Paul Siebel und Bob Dylan. Aufgrund seiner Eigenständigkeit und seines großen Einflusses auf die Nachfolgegeneration der Outlaw-Bewegung wird er als Jimmy Buffett von Texas bezeichnet. Dazu passt, dass Walker Buffett erstmals nach Key West brachte, wo er längst eine Institution war. Außerdem schrieben die beiden den Song Railroad Lady zusammen.
Seinen Geburtstag feierte Jerry Jeff Walker seit 2004 mit dem Texas Bash: Im Paramount Theatre in Austin und in der Gruene Hall, der ältesten Dancehall des Staates in Gruene, Texas. An zwei aufeinander folgenden Tagen spielte Jerry Jeff Walker mit zahlreichen Gästen und erzählte Geschichten. Der Andrang war Jahr für Jahr äußerst groß. Das Country-Duo Brooks & Dunn widmete ihm das Lied "The Ballad Of Jerry Jeff Walker", bei dem er als Gastmusiker mitwirkte.
Jerry Jeff Walker heiratete 1974 Susan Streit; das Paar hatte zwei Kinder – den Sohn Django Walker, selbst als Musiker aktiv, und die Tochter Jessie Jane. Die Familie lebte in Austin und in Belize.
Walker starb am 23. Oktober 2020 in Austin, Texas, an den Folgen einer Kehlkopfkrebserkrankung.

## Diskografie

### Alben
| Jahr | Titel                         | Höchstplatzierung, Gesamtwochen, AuszeichnungChartplatzierungen (Jahr, Titel, Platzierungen, Wochen, Auszeichnungen, Anmerkungen) | Höchstplatzierung, Gesamtwochen, AuszeichnungChartplatzierungen (Jahr, Titel, Platzierungen, Wochen, Auszeichnungen, Anmerkungen) | Anmerkungen |
| Jahr | Titel                         | US | Country | Anmerkungen |
| ---- | ----------------------------- | --- | --- | ----------- |
| 1973 | Viva Terlingua                | US160 Gold · (11 Wo.)US | — |             |
| 1974 | Walker’s Collectibles         | US141 (8 Wo.)US | — |             |
| 1975 | Ridin’ High                   | US119 (7 Wo.)US | Country14 (19 Wo.)Country |             |
| 1976 | It’s a Good Night for Singing | US84 (10 Wo.)US | Country18 (13 Wo.)Country |             |
| 1977 | A Man Must Carry On           | US60 (21 Wo.)US | Country13 (16 Wo.)Country |             |
| 1978 | Contrary to Ordinary          | US111 (9 Wo.)US | Country25 (13 Wo.)Country |             |
| 1978 | Jerry Jeff                    | — | Country43 (5 Wo.)Country |             |
| 1980 | The Best of JJW               | US185 (3 Wo.)US | Country57 (6 Wo.)Country |             |
| 1981 | Reunion                       | US188 (3 Wo.)US | — |             |
| 1991 | Navajo Rug                    | — | Country59 (9 Wo.)Country |             |

Weitere Alben
- 1967: Circus Maximus
- 1968: Neverland Revisited
- 1968: Mr. Bojangles
- 1969: Driftin' Way of Life
- 1970: Five Years Gone
- 1970: Bein’ Free
- 1972: Jerry Jeff Walker
- 1979: Too Old to Change
- 1982: Cowjazz
- 1987: Gypsy Songman
- 1989: Live at Gruene Hall
- 1991: Great Gonzos
- 1992: Hill Country Rain
- 1994: Viva Luckenbach
- 1994: Christmas Gonzo Style
- 1995: Night After Night
- 1996: Scamp
- 1998: Cowboy Boots & Bathing Suits
- 1998: Lone Wolf: Elektra Sessions
- 1999: Best of the Vanguard Years
- 1999: Gypsy Songman: A Life in Song
- 2001: Gonzo Stew
- 2001: Jerry Jeff Walker: Ultimate Collection
- 2003: Jerry Jeff Jazz
- 2004: The One and Only
- 2009: Moon Child

### Singles
| Jahr | Titel Album                                           | Höchstplatzierung, Gesamtwochen, AuszeichnungChartplatzierungen (Jahr, Titel, Album, Platzierungen, Wochen, Auszeichnungen, Anmerkungen) | Höchstplatzierung, Gesamtwochen, AuszeichnungChartplatzierungen (Jahr, Titel, Album, Platzierungen, Wochen, Auszeichnungen, Anmerkungen) | Anmerkungen                                   |
| Jahr | Titel Album                                           | US | Country | Anmerkungen                                   |
| ---- | ----------------------------------------------------- | --- | --- | --------------------------------------------- |
| 1968 | Mr. Bojangles                                         | US77 (5 Wo.)US | Country93 (4 Wo.)Country | Charteinstieg in den Country-Charts erst 1977 |
| 1973 | L.a. Freeway                                          | US98 (3 Wo.)US | — |                                               |
| 1976 | Jaded Lover Ridin’ High                               | — | Country54 (7 Wo.)Country |                                               |
| 1976 | It’s A Good Night For Singing                         | — | Country88 (5 Wo.)Country |                                               |
| 1982 | Got Lucky Last Night Reunion                          | — | Country82 (3 Wo.)Country |                                               |
| 1989 | I Feel Like Hank Williams Tonight Live At Gruene Hall | — | Country70 (6 Wo.)Country |                                               |
| 1989 | The Pickup Truck Song Live At Gruene Hall             | — | Country62 (6 Wo.)Country |                                               |
| 1989 | Trashy Women Live At Gruene Hall                      | — | Country63 (6 Wo.)Country |                                               |